# Локалита ле Сода (Фрозиноне)
Локалита ле Сода је насеље у Италији у округу Фрозиноне, региону Лацио.
Према процени из 2011. у насељу је живело 31 становника. Насеље се налази на надморској висини од 258 м.